# حزب کارگران لهستان
حزب کارگران لهستان (به لهستانی: Polska Partia Robotnicza) یک حزب کمونیست در لهستان بود که بین سال‌های ۱۹۴۲ تا ۱۹۴۸ فعالیت داشت. این حزب به‌عنوان یک حزب کمونیست در لهستان تأسیس و در ۱۹۴۸ با حزب سوسیالیست لهستان ادغام گشت و حزب کارگران متحد لهستان را تشکیل داد. از پایان جنگ جهانی دوم حزب کارگران در لهستان حاکمیت داشت و نفوذ اتحاد جماهیر شوروی در این کشور رو به متوسط بود. در طول زمامداری حزب کارگران لهستان مراکز قانونی و مجاز اپوزیسیون تا حد بسیاری ضعیف و حذف شده‌بودند. این در دورانی بود که نظام کمونیستی—که با عنوان سوسیالیست نیز شناخته می‌شد—به‌تدریج در حال استقرار بود. 
گروهی از کمونیست‌های لهستانی در دسامبر ۱۹۴۱ از اتحاد جماهیر شوروی به لهستان اشغالی آمدند. به دستور ژوزف استالین، حزب کارگران لهستان در ژانویه ۱۹۴۲ یک حزب کمونیست جدید را تأسیس کرد. حزب کارگران لهستان یک سازمان نظامی پارتیزانی به‌نام گارد خلق را تأسیس نمود که بعدها به ارتش خلق تغییر نام داد. در نوامبر ۱۹۴۳، ووادیسواف گومولکا دبیر—رئیس اجرایی—کمیته مرکزی حزب کارگران لهستان شد. در ۱ ژانویه ۱۹۴۴ حزب کارگران لهستان، شورای ملی دولتی را ایجاد کرد که به‌عنوان پارلمان زمان جنگ لهستان اعلام شد و ریاست بدنه آن بر عهده بولسواف بیروت گذاشته‌شد. در ژوئن ۱۹۴۴ اتحادیه میهن‌پرستان لهستانی، رقیب سازمان لهستانی–کمونیستی حزب کارگران لهستان که در اتحاد جماهیر شوروی فعالیت می‌کرد، شورای ملی دولتی را به‌عنوان «نماینده واقعی ملت لهستان» به‌رسمیت شناخت. حزب کارگران لهستان در ابتداء حزبی کوچک و با حمایت‌های حاشیه‌ای بود اما به‌دلیل اتحاد با اتحاد جماهیر شوروی ترفیع و پیروز شد. 
در ژوئیه ۱۹۴۴، کمونیست‌های لهستانی با همکاری نزدیک استالین و دیگر رهبران شوروی در لوبلین آزادشده یک شبه‌دولت اجرایی موقت لهستانی را تأسیس و آن را کمیته آزادی ملی لهستان نامیدند. در مانیفست کمیته آزادی ملی لهستان که در آن زمان منتشر شد، کمیته آزادی ملی لهستان اقتدار خود را در لهستان مطالبه کرد و تعهد بازسازی پس از جنگ و همچنین اصلاحات ارضی را داد. شورای ملی دولتی و کمیته آزادی ملی لهستان زمانی تأسیس شدند که دولت تبعیدی لهستان در لندن، دولت بین‌المللی و به رسمیت شناخته‌شده لهستان بود. در پایان سال ۱۹۴۴، کمیته آزادی ملی لهستان با دولت موقت جمهوری لهستان که توسط اتحاد جماهیر شوروی به رسمیت شناخته شده‌بود، جایگزین شد و در آوریل ۱۹۴۵ یک معاهده دوستی، اتحاد و همکاری ۲۰ ساله با آن امضاء کرد. در نتیجه تصمیمات متفقین در کنفرانس یالتا، دولت موقت در ژوئن ۱۹۴۵ به‌طور رسمی به دولت موقت ائتلافی وحدت ملی تبدیل شد. دولت تبعیدی لهستان از مشارکت کنار گذاشته شد و حزب کارگران لهستان نهایتاً دولت جدید را کنترل می‌کرد که فوراً توسط ایالات متحده، بریتانیا و سایر کشورها به رسمیت شناخته شد. طبق دستور متفقین، ایجاد یک دولت دائمی مشروط به برگزاری انتخابات سراسری بود. در این میان حزب کارگران لهستان درگیر برنامه‌ای عظیم برای بازسازی کشور و صنعت آن، مبارزه با اشکال و مظاهر مختلف مخالفت با حاکمیت خود و همچنین دستکاری در روند آماده‌سازی انتخابات برای تضمین تسلط پایدار حزب بود.
در رفراندوم ۱۹۴۶ مردم لهستان و به‌دنبال آن انتخابات قانونگذاری در ۱۹۴۷ تقلب صورت گرفت و حزب کارگران لهستان «بلوک دموکراتیک» را پیروز قاطع انتخابات اعلام کرد. تنها اپوزیسیون قانونی، حزب خلق لهستان به حاشیه رانده‌شد. با این حال پیروزی گومولکا کوتاه مدت بود. استالین تحت فشار جنگ سرد، دیگر تحمل کمونیسم ملی رهبر لهستان را نداشت و از اوت ۱۹۴۸ حزب کارگران لهستان توسط بیروت رهبری می‌شد. در دسامبر ۱۹۴۸، حزب کارگران لهستان و حزب سوسیالیست لهستان پاکسازی‌‎شده ادغام شدند و حزب کارگران متحد لهستان را تشکیل دادند. آنچه از رویه‌ها و تظاهرهای دموکراتیک و کثرت‌گرایانه باقی مانده‌بود کنار گذاشته شد و لهستان وارد دوره حکومت استالینیستی خود گشت.

## سقوط حزب کمونیست لهستان
حزب کمونیست لهستان—تا سال ۱۹۲۵ حزب کارگران کمونیست لهستان—یک سازمان چپ‌گرای افراطی بود. دیدگاه‌هایی که رهبران آن ماریا کوزوتسکا، آدولف وارسکی، ماکسیمیلیان هورویتز، ادوارد پروچنیاک به آن پایبند بودند و تبلیغ می‌کردند، منجر به روابط دشوار حزب با ژوزف استالین در سال‌های ۱۹۲۳–۱۹۲۴ شد. انترناسیونال کمونیست—کمینترن—حزب کمونیست لهستان را به‌دلیل حمایتش از کودتای مه ۱۹۲۶ یوزف پیلسودسکی—«خطای مه» حزب—محکوم کرد. از سال ۱۹۳۳، کمینترن به‌طور فزاینده‌ای با حزب کمونیست لهستان با سوء ظن برخورد می‌کرد. ساختارهای حزب به‌دلیل نفوذ مأموران اطلاعات نظامی لهستان به خطر افتاده‌بود. برخی از رهبران حزب، که به دروغ متهم به چنین عواملی بودند در اتحاد جماهیر شوروی اعدام شدند. در سال‌های ۱۹۳۵ و ۱۹۳۶، حزب کمونیست لهستان اقدام به تأسیس یک جبهه متحد کارگری و کشاورزی کرد و متعاقب با آن مورد آزار و اذیت بیشتر کمینترن قرار گرفت. همچنین کمینترن کمونیست‌های لهستانی را متهم به پناه‌دادن خودسرانه به عناصر تروتسکیست در صفوف خود کرد. اوج محاکمه‌های تحت کنترل مسکو، با هدف ریشه‌کن کردن «انحرافات» مختلف که معمولاً به احکام اعدام ختم می‌شد، در سال‌های ۱۹۳۷–۱۹۳۸ بود و آخرین اعدام‌ها در سال ۱۹۴۰ اتفاق افتاد. اعضای حزب کمونیست لهستان تحت آزار و اذیت و اغلب زندانی‌شدن توسط رژیم ساناش لهستان قرار گرفتند که به احتمال زیاد جان تعدادی از رهبران کمونیست آینده لهستان از جمله ووادیسواف گومولکا، بولسواف بیروت، ادوارد اوکساپ، استفان جدریچوفسکی، الکساندر زاواتسکی را نجات داد. در خلال پاکسازی بزرگ، هفتاد نفر از اعضاء و اعضای نامزد کمیته مرکزی حزب گریختند یا به اتحاد جماهیر شوروی آورده شدند و در آنجا به همراه تعداد زیادی از فعالان تیرباران شدند. تقریباً تمام کمونیست‌های برجسته لهستانی کشته یا به اردوگاه‌های کار فرستاده شدند. حزب کمونیست لهستان در ۱۹۳۸ توسط کمینترن به‌رهبری ژوزف استالین انحلال یافت.

## شالوده حزب در جنگ جهانی دوم
در ۲۸ ژوئن ۱۹۴۰، اندکی پس از کشتار کاتین، استالین، واندا واسیلوسکا، رهبر غیر رسمی کمونیست‌های لهستانی را در کرملین مسکو پذیرفت. این رویداد آغازگر تغییر جهت سیاست‌های شوروی در رابطه با لهستانی‌ها بود. طیف گسترده‌ای از پروژه‌ها و فعالیت‌های رسمی سیاسی، نظامی، اجتماعی، فرهنگی، آموزشی و سایر پروژه‌ها و فعالیت‌های شوروی–لهستانی در سال ۱۹۴۰ آغاز شد و در سال‌های بعد ادامه یافت.
حمله آلمان به اتحاد جماهیر شوروی در ژوئن ۱۹۴۱ مسیر جنگ جهانی دوم و به همراه آن ماهیت روابط دولتی لهستان و شوروی را تغییر داد. تحت فشار دولت بریتانیا، دولت تبعیدی لهستان مستقر در لندن، به رهبری ووادیسواف سیکورسکی، قراردادی را با اتحاد جماهیر شوروی امضاء کرد که شامل به رسمیت‌شناختن دولت لهستان توسط شوروی بود. ارتش لهستان در اتحاد جماهیر شوروی تشکیل شد اما فوراً توسط ووادیسواف آندرس از آنجا خارج و به خاورمیانه انتقال یافت. قتل عام کاتین که توسط شوروی بر اسرای جنگی لهستانی انجام شد، فاش گشت و اتحاد جماهیر شوروی روابط دیپلماتیک خود را با دولت لهستان به حالت تعلیق درآورد. نخست‌وزیر سیکورسکی در ژوئیه ۱۹۴۳ در یک سانحه هوایی کشته شد. این‌ها و عوامل دیگر از جمله اختلاف نظر در مورد مرزهای آینده، باعث وخامت روابط لهستان و شوروی شد.
در همین حال، استالین، از تابستان ۱۹۴۱، گزینه‌های دیگر لهستانی‌ها را تعقیب کرد و از کمونیست‌های لهستانی و سایر لهستانی‌هایی که مایل به همکاری بودند، استفاده کرد که بسیاری از آن‌ها در آن زمان در اتحاد جماهیر شوروی حضور داشتند. پخش رادیویی به زبان لهستانی در اوت ۱۹۴۱ آغاز شد. آنها از لهستانی‌ها در لهستان خواستند تا بدون قید و شرط در مقاومت ضد آلمان شرکت کنند. برخی از افسران لهستانی قبل از جنگ برای انجام فعالیت‌های توطئه‌آمیز طرفدار شوروی به لهستان اشغالی منتقل شدند و کمونیست‌های لهستانی در نوامبر برای سازماندهی لهستانی‌ها در اتحاد جماهیر شوروی فعالیت می‌کردند. از جمله گروه‌های کمونیستی که پس از عملیات بارباروسا در لهستان فعال شدند، اتحادیه مبارزه آزادی‌بخش بود که رهبر آن ماریان اسپیچالسکی بود.
تلاش سپتامبر ۱۹۴۱ برای انتقال فعالان از اتحاد جماهیر شوروی به لهستان ناموفق بود، اما در اواخر دسامبر، گروهی از کمونیست‌های لهستانی شامل مارسلی نووتکو، پاول فایندر، بولسلاو مولوژک و مالوگورزاتا فورنالسکا با چتر نجات به لهستان فرود آمدند. آن‌ها از استالین اجازه داشتند تا یک حزب کمونیست جدید لهستانی را ایجاد کنند. در جامعه لهستانی، کمونیست‌ها فقط می‌توانستند روی حمایت حاشیه‌ای حساب کنند، بنابراین برای جلوگیری از مفاهیم منفی، تصمیم گرفته شد که کلمه «کمونیست» در عنوان حزب لحاظ نشود. این حزب نام «حزب کارگران لهستان» را به خود اختصاص داد. حزب کارگران لهستان که به نوعی ادامه حزب کمونیست لهستان قبل از جنگ بود، در ۵ ژانویه ۱۹۴۲ در ورشو، زمانی که برخی از تازه‌واردان با فعالان کمونیست محلی ملاقات داشتند، تأسیس شد.
حزب جدید خود را به‌عنوان یک جبهه میهن‌پرستانه ضد نازی لهستانی معرفی کرد. همچنین مانیفست چاپ‌شده در مسکو با عنوان به کارگران، دهقانان و روشنفکران! به‌همه میهن‌پرستان لهستانی! توزیع کرد که در آن خواستار مبارزه‌ای سازش‌ناپذیر علیه اشغالگران آلمانی شد. یک برنامه چپ‌گرا و رسماً دموکراتیک پیشنهاد شد و شمار اعضای حزب که فعالیت‌های آن بیشتر در دولت عمومی متمرکز بود، تا تابستان ۱۹۴۲ به حدود شش هزار افزایش یافت. از سال ۱۹۴۳، یک سازمان جوانان وابسته وجود داشت. آن را اتحادیه مبارزه جوانان نامیدند.
حزب کارگران لهستان زیر نظر کمیته مرکزی به رهبری دبیر مارسلی نووتکو فعالیت می‌کرد. نووتکو در ۲۸ نوامبر ۱۹۴۲ کشته شد. دبیر مولوژک ریاست حزب را بر عهده گرفت اما مظنون به ترتیب‌دادن قتل نووتکو بود و متعاقباً با حکم دادگاه حزب محکوم و اعدام شد. در ژانویه ۱۹۴۳ فیندر دبیر شد و دبیرخانه‌ای سه نفره را با ووادیسواف گومولکا و فرانسیشک ژوزویک تشکیل داد. تشکیلات نظامی گارد خلق همراه با حزبی که به آن خدمت می‌کرد، شکل گرفت. این تشکیلات توسط مولوژک و سپس ژوزویک رهبری شد. گارد خلق در درجه اول برای از بین‌بردن امکانات ارتباطی آلمان. به آلمانی‌ها در ورشو حمله کرد و واحدهای پارتیزانی را در حومه شهر سازمان داد.